# Payún Liso
El Payún Liso o Payén Liso es un estratovolcán ubicado en la la Payunia, Argentina. Más precisamente está situado en el departamento de Malargüe, en el sur de la provincia de Mendoza. Forma junto a Payún Matrú y otros volcanes una provincia de volcánica de retroarco es decir "detrás" del arco volcánico que es la Zona Volcánica Sur que ubicada en los Andes. Payún Liso se alza alrededor de 1700 m sobre la llanuras que lo rodean.